# Stazione di Dakar
La stazione di Dakar (in francese Gare de Dakar) è la principale stazione ferroviaria della capitale senegalese Dakar.

## Storia
Una prima stazione fu costruita nel 1885 per volontà del governatore del Senegal Louis Faidherbe. Fu inaugurata il 6 luglio dello stesso anno.
L'attuale stazione fu costruita tra il 1913 e il 1914 e inaugurata nel giugno 1914.
La stazione è stata chiusa nel 2009, quando la linea ferroviaria Dakar-Niger venne chiusa per demolizione. Fu utilizzata brevemente nel 2010 per il 3º Festival mondiale delle arti nere. Nel 2013, il nuovo governo ha cancellato il progetto del parco culturale e ha annunciato che la stazione sarebbe stata salvata e che i binari sarebbero stati presto riabilitati per consentire al Petit train de banlieue di riprendere il servizio.
La stazione è stata restaurata nel 2018 e riaperta nel gennaio 2019 per l'inaugurazione del Train Express Regional (TER), una linea ferroviaria suburbana che collega Dakar all'aeroporto internazionale Blaise Diagne via Diamniadio e segue lo stesso percorso del PTB. Al termine dei lavori di ristrutturazione, la stazione è entrata in servizio commerciale il 28 dicembre 2021, con l'apertura del troncone Dakar-Diamniadio.